# Ava Vincent
Ava Vincent (Placerville, California; 29 de septiembre de 1975) es una actriz pornográfica, actriz de teatro y modelo estadounidense retirada. Debutó como actriz porno en 1998 con la película The Tushy Girls Play Ball, que filmó bajo el alias de Jewel. Fue la Pet of the Month de agosto de 2001 de la revista Penthouse.

## Primeros años
Ava nació el 29 de septiembre de 1975 en Placerville, California. En su adolescencia asistió a la escuela secundaria East Union High School en Manteca, y se graduó del colegio público San Joaquin Delta College con un título en artes teatrales, con la idea de ir a Los Ángeles para convertirse en actriz. Después de esto, Vincent trabajó como gerente en una librería para adultos llamada Suzie's en Sacramento, y requería de un nuevo trabajo antes de ir a Los Ángeles a intentar actuar. Ava era tímida e inhibida y esto le abrió nuevas oportunidades, y decidió que el porno era algo que quería probar.

## Carrera profesional

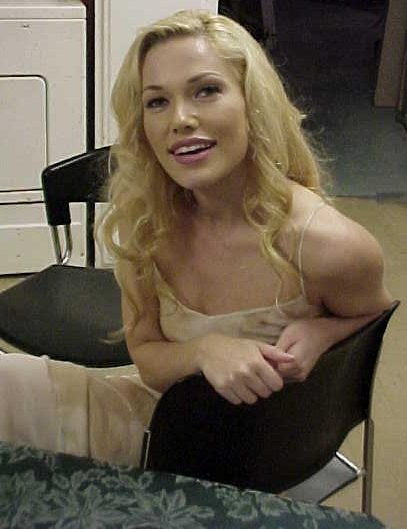
Ava Vincent en el set de una película en 2001.

Vincent entró en la industria pornográfica en 1998 cuando conoció a la actriz porno Samantha Style, quien le presentó a Seymore Butts, director y productor de películas pornográficas. Inicialmente utilizó el nombre artístico Jewel Valmont hasta el año 2000 cuando decidió cambiarlo por Ava Vincent, ya que había muchas otras actrices porno que tenían "Jewel" como parte de su nombre artístico, como lo son: Jewel De'Nyle, Emily Jewel y Dina Jewel. La primera película pornográfica que filmó Ava fue The Tushy Girls Play Ball, dirigida por Seymore Butts.
Ava Vincent fue la Pet of the Month de agosto de 2001 de la revista Penthouse. También apareció en la portada de esta revista para la misma edición.
Ava se considera así misma como una actriz porno tímida que disfruta del sexo y la actuación. En una entrevista que se le hizo a Vincent en el año 2000, dijo que cuando había entrado en la industria no estaba pensando en el dinero, sino que estaba pensando en actuar y en el sexo. La actriz también dijo: «Es muy liberador estar en estas películas y poder tener sexo en una película, y poder hacer todas estas cosas que probablemente no haría normalmente en mi vida normal. Siempre me ha gustado convertirme en alguien completamente diferente, y no tener ninguna consecuencia por ser un asesino en serie, o una perra o un caso mental completo. Poder poner la actuación con el sexo y entrar en algunas situaciones de fantasía bastante buenas es realmente muy divertido».
Después de haber filmado películas para adultos durante algunos años, Ava se toma un descanso por casi un año en donde se dio tiempo para modelar y actuar en los medios habituales. Sin embargo, su regreso a las películas pornográficas lo intuye poco tiempo después, la actriz dijo: 

No es como si estuviera haciendo una película de Top Gun. No estaba haciendo nada grande o financieramente exitoso. Quería volver a la industria. No lo dejé porque lo odiara. Quería mostrarle a la gente que todavía podía trabajar y que todo estaba bien conmigo.

Ava Vincent se retiró del porno en 2005, habiendo filmado más de 250 películas y haber ganado cuatro Premios AVN.

## Vida personal
Vincent se casó con el actor pornográfico John Decker en Las Vegas el 2 de julio de 2001. Se divorció en 2002.

## Premios y nominaciones
| Año  | Premio       | Resultado | Categoría                                 | Película                      |
| ---- | ------------ | --------- | ----------------------------------------- | ----------------------------- |
| 2000 | Premios AVN  | Nominada  | Mejor escena de sexo en grupo, Video      | Asswoman: The Rebirth         |
| 2001 | Premios AVN  | Nominada  | Artista femenina del año                  | —                             |
| 2001 | Premios AVN  | Nominada  | Mejor actriz – Película                   | Les Vampyres                  |
| 2001 | Premios AVN  | Nominada  | Mejor actriz – Video                      | Perfectly Flawless            |
| 2001 | Premios AVN  | Nominada  | Mejor actriz de reparto – Película        | Adrenaline                    |
| 2001 | Premios AVN  | Ganadora  | Mejor escena de sexo de chicas – Película | Les Vampyres                  |
| 2001 | Premios AVN  | Nominada  | Mejor escena de sexo de chicas – Película | Virtuoso                      |
| 2001 | Premios AVN  | Nominada  | Mejor escena de sexo en pareja – Película | Les Vampyres                  |
| 2001 | Premios AVN  | Nominada  | Mejor escena de sexo en solitario         | Ooze                          |
| 2001 | Premios XRCO | Nominada  | Artista femenina del año                  | —                             |
| 2001 | Premios XRCO | Ganadora  | Mejor escena de sexo de chica/chica       | Les Vampyres                  |
| 2002 | Premios AVN  | Nominada  | Artista femenina del año                  | —                             |
| 2002 | Premios AVN  | Nominada  | Mejor actriz – Película                   | Underworld                    |
| 2002 | Premios AVN  | Ganadora  | Mejor actriz de reparto – Video           | Succubus                      |
| 2002 | Premios AVN  | Nominada  | Mejor escena de sexo de chicas – Película | Beast                         |
| 2002 | Premios AVN  | Nominada  | Mejor escena de sexo en grupo – Película  | Believe It or Not             |
| 2002 | Premios AVN  | Ganadora  | Mejor escena de sexo en grupo – Video     | Succubus                      |
| 2002 | Premios AVN  | Nominada  | Mejor escena de sexo en pareja – Película | Bad Wives 2                   |
| 2002 | Premios AVN  | Nominada  | Mejor escena de sexo en pareja – Película | Underworld                    |
| 2002 | Premios AVN  | Nominada  | Mejor escena de sexo en pareja – Video    | Cap'n Mongo's Porno Playhouse |
| 2002 | Premios XRCO | Nominada  | Mejor escena de sexo de chica/chica       | Beast                         |
| 2003 | Premios AVN  | Nominada  | Mejor actriz – Video                      | Heartbreaker                  |
| 2003 | Premios AVN  | Nominada  | Mejor escena de sexo de chicas – Película | Les Vampyres 2                |
| 2003 | Premios AVN  | Nominada  | Mejor escena de sexo en grupo – Película  | Les Vampyres 2                |
| 2004 | Premios AVN  | Nominada  | Mejor actriz de reparto – Película        | Heart of Darkness             |
| 2004 | Premios AVN  | Nominada  | Mejor escena de sexo oral – Película      | Compulsion                    |
| 2005 | Premios AVN  | Ganadora  | La escena de sexo más indignante          | Misty Beethoven: The Musical  |
| 2007 | Premios AVN  | Nominada  | Mejor actriz – Película                   | Fade to Black 2               |
| 2007 | Premios AVN  | Nominada  | Mejor escena de sexo de chicas – Película | Fade to Black 2               |